# Igreja de Saint-Dominique de Bonifacio

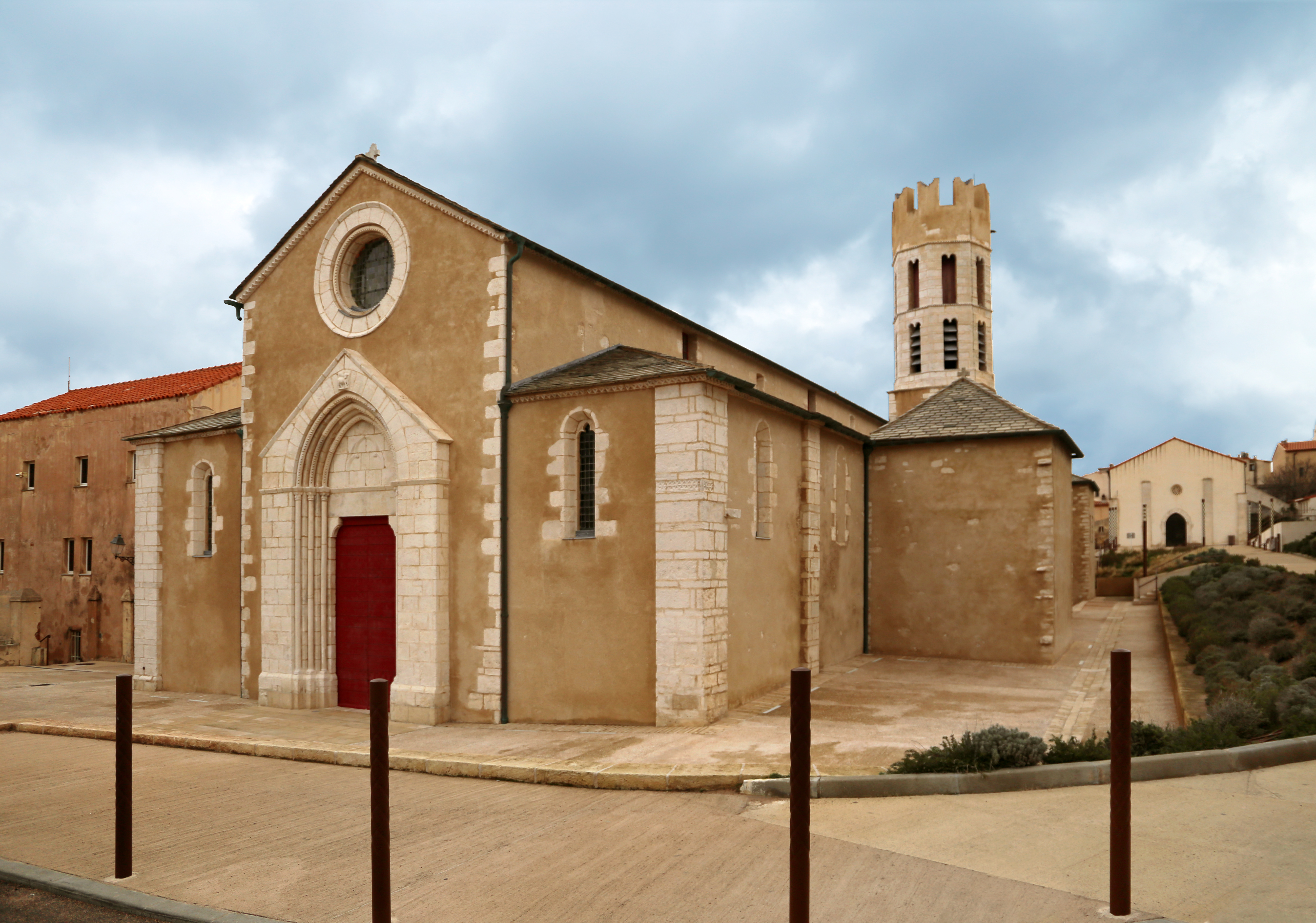
Igreja de Saint-Dominique de Bonifacio

Igreja de Saint-Dominique de Bonifacio é uma igreja em Bonifacio, Córsega do Sul, sudeste da Córsega. É a maior igreja da ilha.
A igreja está localizada dentro das paredes de um antigo convento dominicano, e foi construída a partir do final do século XIII. O edifício foi classificado como Monumento Histórico em 1862.